# Vonitsa
Vonitsa (in greco Βόνιτσα?) è una città della Grecia situata nella unità periferica dell’Etolia‑Acarnania (Grecia Occidentale), affacciata sulla sponda meridionale del golfo Ambracico. È il capoluogo del comune di Aktio‑Vonitsa, istituito con la riforma amministrativa Kallikratis entrata in vigore nel 2011.
Secondo il censimento 2021 la comunità di Vonitsa conta 4 264 residenti.

## Geografia fisica
Vonitsa sorge presso l’imboccatura del golfo Ambracico, su una piccola baia della costa meridionale. È collegata alla vicina Preveza tramite la galleria sottomarina Azio–Preveza (2002), infrastruttura gestita nell’ambito della rete di Egnatia Odos.

## Storia
Nelle immediate vicinanze si trovava l’antica città di Anactorio (in greco antico: Ἀνακτόριον?), fondata dai Corinzi e situata sul golfo Ambracico; dopo la Battaglia di Azio (31 a.C.) Ottaviano Augusto fondò la nuova città di Nicopoli e parte delle popolazioni della zona furono trasferite lì, provocando il declino degli insediamenti preesistenti sul golfo.
Il principale monumento cittadino è il Castello di Vonitsa, complesso fortificato di origine bizantina (fine IX – inizio XI secolo) con importanti rimaneggiamenti veneziani tra XVII e XVIII secolo; il sito conserva anche strutture di età ottomana ed è gestito dall’Eforato delle Antichità di Etolia‑Acarnania e Lefkada.
Nel 1862 a Vonitsa prese avvio un moto insurrezionale che contribuì alla deposizione del re Ottone.

## Monumenti e luoghi d’interesse
- Castello di Vonitsa: cinta ellissoidale su quattro cinte fortificate, con acropoli e edificio rettangolare (Kazarma) probabilmente nato come chiesa; rampe difensive scendevano un tempo fino al mare.[10]

## Infrastrutture e trasporti
- Galleria Azio–Preveza, che collega le due sponde dell’imboccatura del golfo Ambracico.[11]
- Aeroporto di Azio/Preveza (PVK), situato a circa 16 km da Vonitsa.[12]